# Церковь Святого Игнатия Лойолы (Дьёр)
Церковь Святого Игнатия Лойолы (венг. Loyolai Szent Ignác bencés templom) — римская католическая, бенедиктинская церковь в венгерском городе Дьёр. Одно из старейших зданий в стиле барокко, построенное в 1641 году. Является памятником архитектуры Дьёра.

## Общая информация
Комплекс зданий бенедиктинцев (ранее иезуитов) расположен на южной стороне площади Сечени. Церковь зажата между зданием бенедиктинской гимназии и зданиями монастыря в стиле раннего барокко, выходит на площадь двумя фасадными башнями. На углу монастыря находится аптека, основанная иезуитами и действующая до сих пор с роскошной мебелью. Иезуиты-основатели своим обучением, воспитанием, научной деятельностью и пропагандой культуры привлекли многих состоятельных граждан не только в свою школу, но и в зарождающееся в то время активную городскую общественность. Они сыграли значительную роль в пост-турецком обновлении, которое началось во время их поселения, во время которого были построены исторический центр города и церковь, которая своим архитектурным ансамбем впечатляет и сегодня.
Иезуиты были распущены в 1773 году согласно папской булле, провозглашенной Марией Терезией, и бенедиктинский орден взял на себя и сохранил установленные функции и традиции.
Значение церкви, которая является центром повседневной жизни бенедиктинской гимназии и монастыря, заключается в ее богатой истории. Масштабная реконструкция исторического центра Дьёра завершилась летом 2010 года.
Церковь имеет 44 метра в длину и 24 метра в ширину, а высота башен с крестами достигает 44 метров. Одновременно в ней могут с комфортом разместиться 600 человек.

## История
Церковь была построена иезуитами по плану Баччо дель Бьянко между 1634 и 1941 годами на участке, подаренном епископом Миклоша Даллосом из Дьёра. Инициатором строительства церкви был архиепископ Дьердь Селепшеньи.
Боковые алтари церкви, лепные украшения, покрывающие будки часовни, и фрески были изготовлены в первую очередь. Эта деталь церковного интерьера — редкий образец архитектуры раннего барокко. Башни церкви были построены в 1650-х годах. В 1654 году церковь получила в дар большой колокол. В 1740-е годы был сформирован современный облик нефа церкви. Был возведён новый главный алтарь, были созданы большие фрески . С 1802 года церковь принадлежала бенедиктинцам.

## Особенности церкви
Основная планировка церкви построена по образцу здания римской церкви Иль-Джезу. Апсида церкви прямая, с каждой стороны часовни.
Фасад церкви заполнен статуями и окнами разных размеров. Над входной дверью в каменном обрамлении отмечен год освящения церкви: 1641 год. Рядом с входной дверью по обеим сторонам стоят две статуи в будках. На вершине башен на полке с часами покоятся многошарнирные луковые шлемы.
Визуальное единство интерьера церкви можно отнести к расположению часовен, так как, в отличие от стандартной церкви Иль-Джезу, часовни открываются не друг от друга, а от главного нефа.
Главный алтарь представляет собой мраморную копию декораций крестца театра в стиле барокко, расположение и структура колонн которого очень схожи с алтарными образцами великого мастера декора в стиле барокко Андреа дель Поццо. Он был построен позже приделов в 1743—1744 годы. Монументальный запрестольный образ изображает прославление Святого Игнатия Лойолы. Изготовлен в 1744 году Паулем Трогером. Четыре большие позолоченные деревянные статуи изображают Святого Петра, Святого Иосифа, Святого Иоанна Непомуцкого и Святого Павла.
Фрески на потолке церкви были написаны в 1744 году Трогером с двумя его товарищами. На потолочной фреске святилища изображено вознесение души святого Игнатия. По обе стороны, в арке между ящиками, изображены четыре евангелиста. На потолке главного нефа Трогер изобразил «Ангельское приветствие» в чудесной композиции: Мария упала на колени внизу, затем армия ангелов и архангел Гавриил, плывущий рядом, образуют гармоничное единство.
Одним из самых красивых предметов интерьера церкви является кафедра 1749 года, которая создает ослепительную атмосферу барокко и рококо. Роскошно оформленная кафедра была уложена ее создателем Людвигом Годе из Братиславы.
Художественно вырезанные скамейки и двери церкви практически уникальны в своем роде, в их убранстве преобладает ракушечный узор.
По обе стороны от нефа расположены по три часовни, каждая с алтарем.
Орган церкви был изготовлен Гаспаром Бургхардтом из Дьёра в 1757 году. Ангельская концертная фреска над органом говорит о том, что в эпоху барокко здесь проводились праздничные концерты.

## Боковые часовни
- Алтарь Победоносной Девы,
- Алтарь венгерских Святых,
- Алтарь Святого Стефана,
- Алтарь Святого Павла,
- Алтарь Святой Розалии,
- Алтарь Святого Георгия,
- Часовня Креста.

## Колокола
13-й по величине колокол в Венгрии расположен в восточной башне перед гимназией. Обладая массой 3300 кг, звук H ° является определяющей частью акустического образа города. Его отлили в 1853 году.
В западной башне находятся одни из старейших башенных часов Венгрии. В башне четыре колокола, колокол Святого Мавра, который весит 1867 кг; Михайловский колокол — весит 784 кг; Колокол Святого Игнатия — весит 547 кг; Колокол Святого Мартина весом 223 кг.
Кроме того, есть 2 колокола, весом 164 и 97 кг, которые разместились в гусарской башне. Большой был освящен в честь святого Мориса, а меньший — в честь святого Плацида. Все шесть колоколов были отлиты в Инсбруке в 2016 году.

## Фотогалерея

Виды церкви
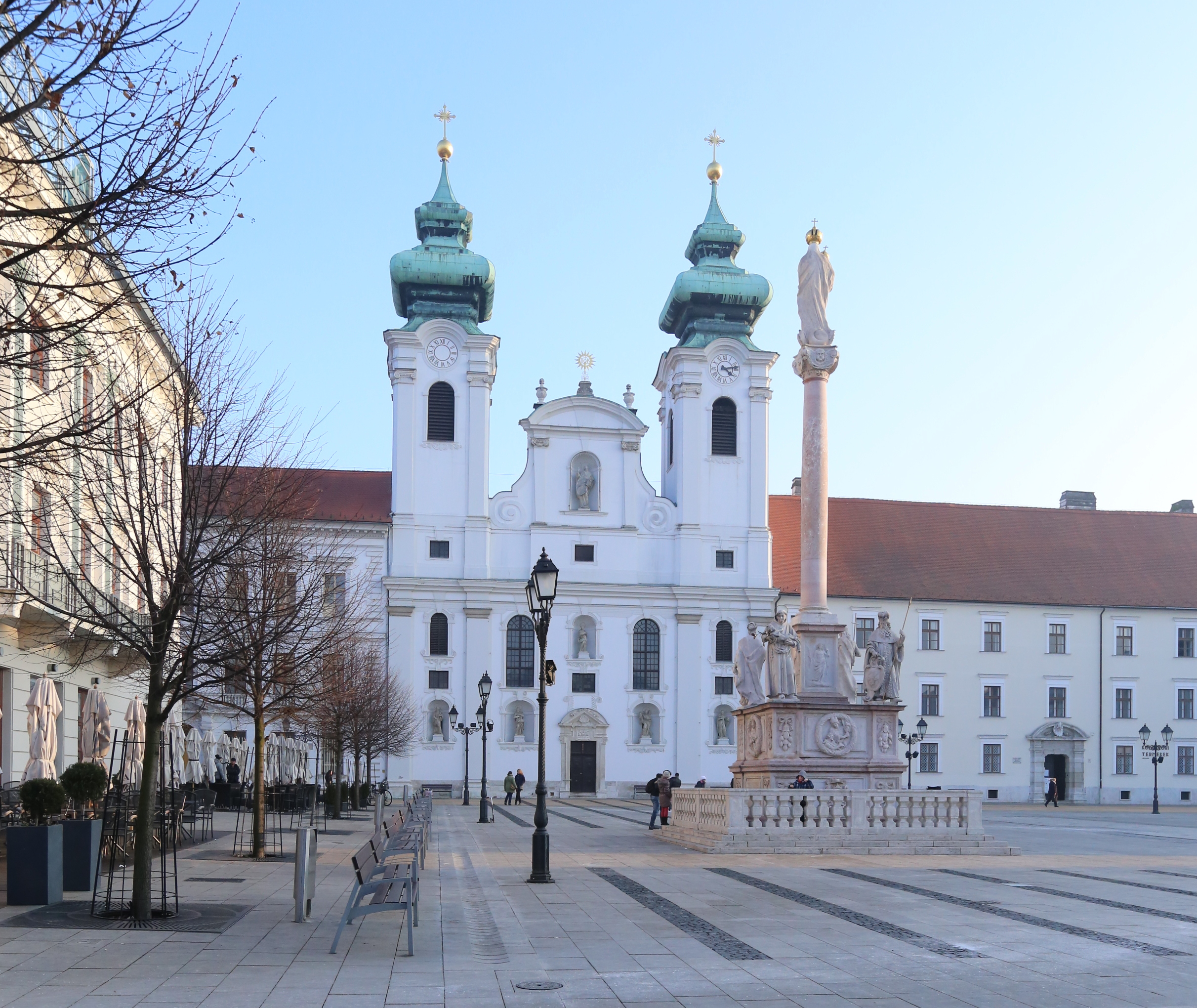
Общий вид
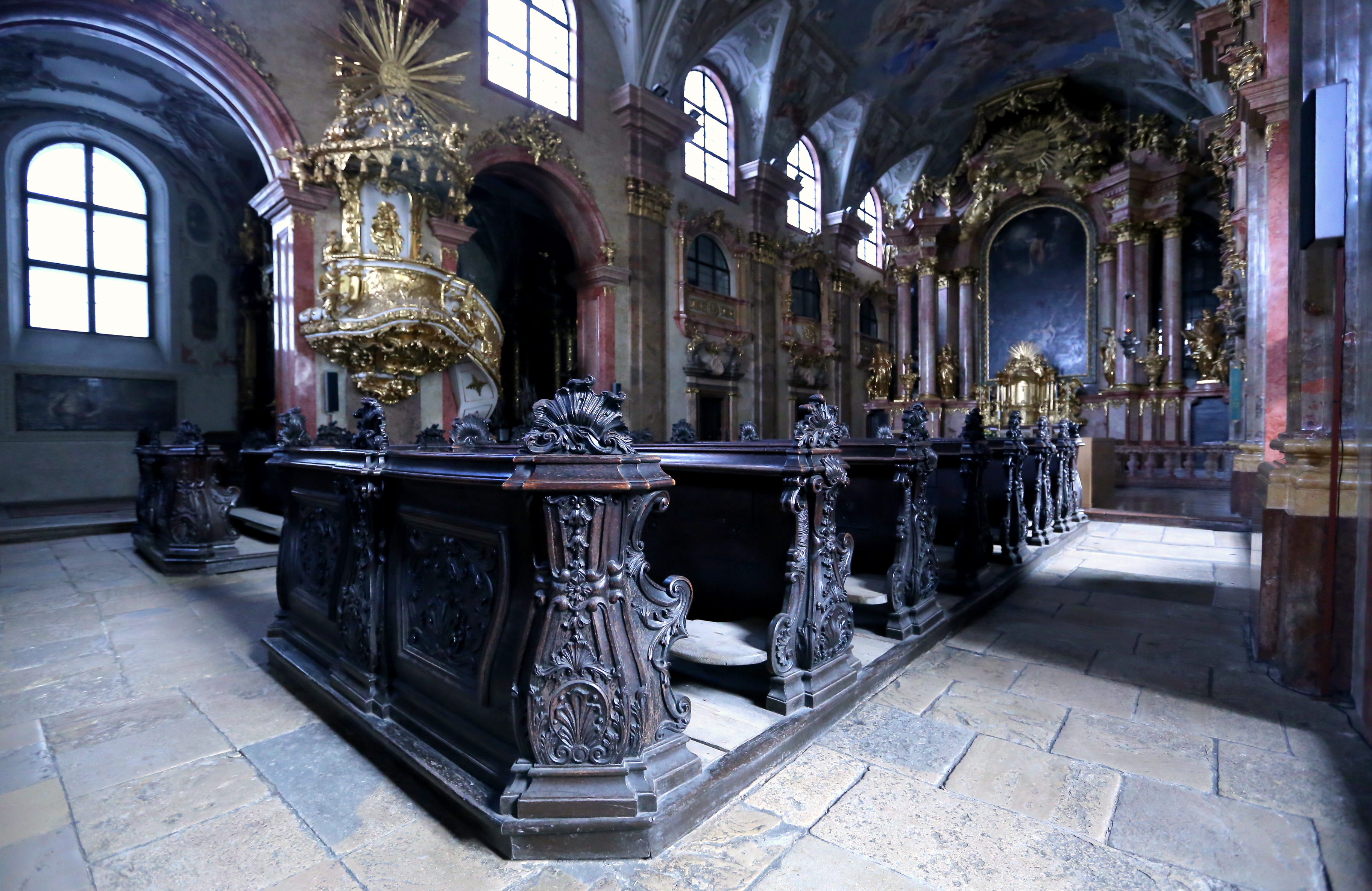
Внутреннее убранство
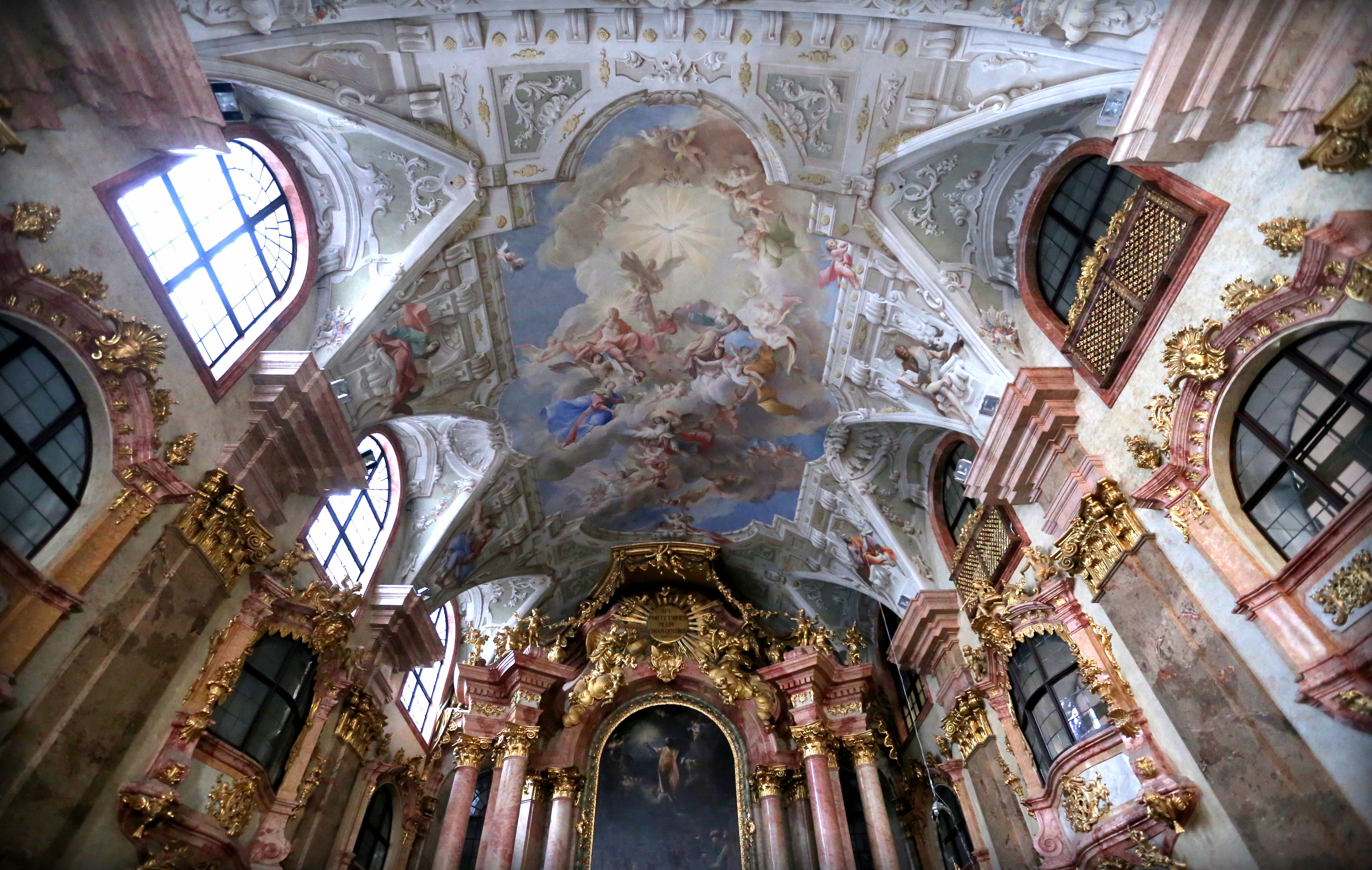
Роспись потолка
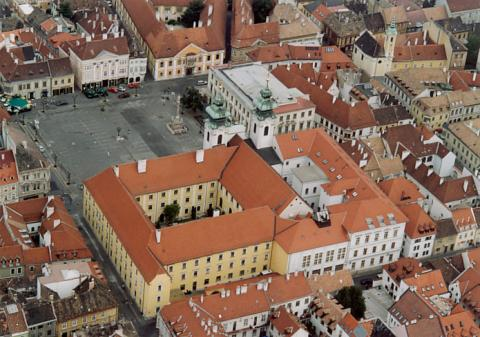
Вид сверху
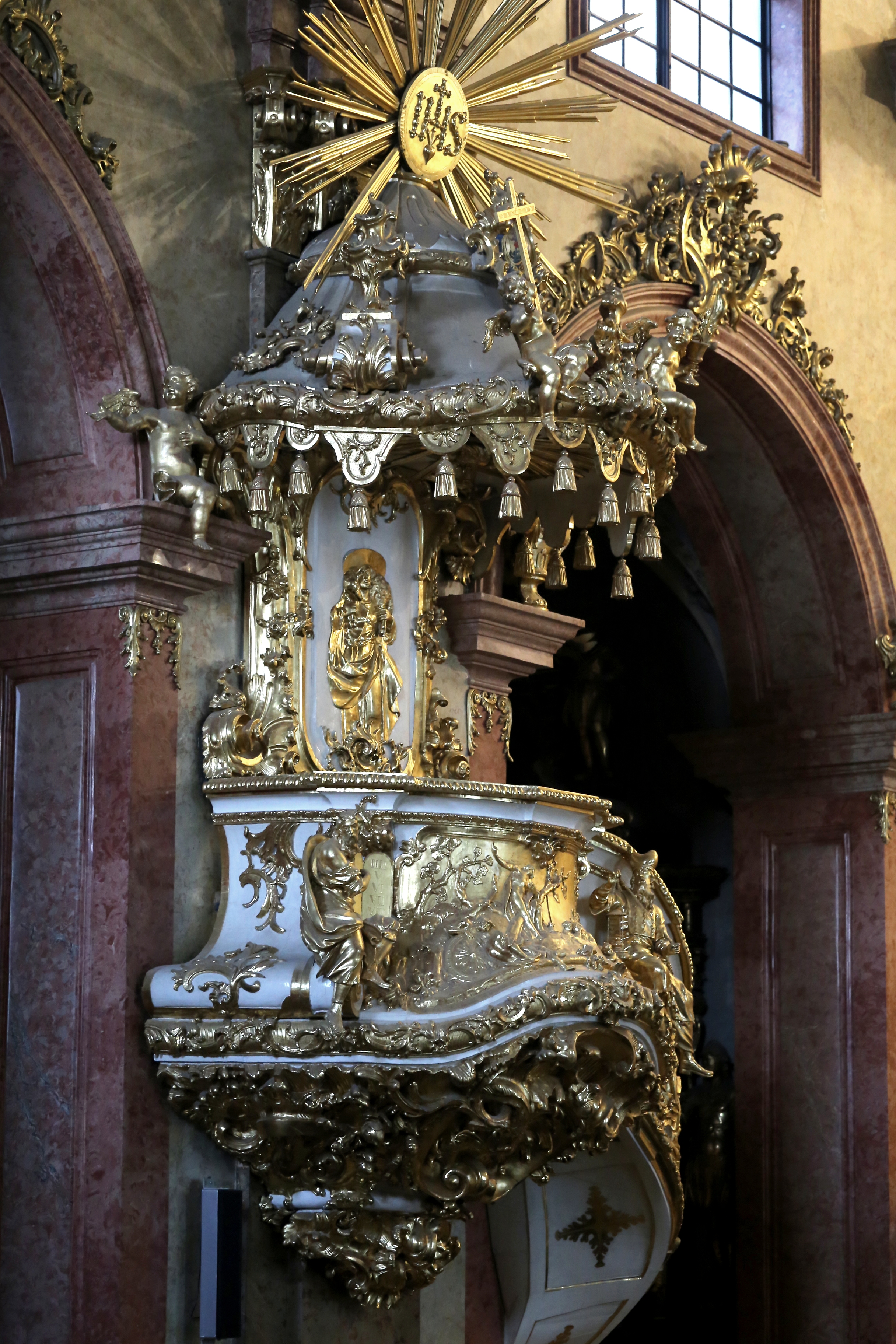
Украшение церкви